# Communauté de communes de l'Oise Picarde
La communauté de communes de l'Oise Picarde (CCOP) est une communauté de communes française, située dans le département de l'Oise. 
Elle résulte de la fusion, le 1er janvier 2017  des communautés de communes des Vallées de la Brèche et de la Noye (CCVBN) et du canton de Crèvecoeur-le-Grand (CCCC).

## Historique
Dans le cadre des dispositions de la loi portant nouvelle organisation territoriale de la République (Loi NOTRe) du 7 août 2015, qui prévoit que les établissements publics de coopération intercommunale (EPCI) à fiscalité propre doivent avoir un minimum de 15 000 habitants, le préfet de l'Oise a publié en octobre 2015 un projet de nouveau schéma départemental de coopération intercommunale, qui prévoit la fusion de plusieurs intercommunalités. Celui-ci prévoyait notamment la fusion de la communauté de communes des vallées de la Brèche et de la Noye et de la Communauté de communes de Crèvecœur-le-Grand Pays Picard A16 Haute Vallée de la Celle, soit une intercommunalité de 61 communes pour une population totale de 27 196 habitants.
La communauté de communes de Crèvecoeur-le-Grand émet un avis défavorable, avis suivis par les conseils municipaux de Bonvillers, Chepoix, Crèvecœur-le-Grand, Esquennoy, Francastel, Le Saulchoy, Luchy, Maulers, Muidorge, Rotangy, Saint-André-Farivillers et Troussancourt. Toutefois, 32 autres conseils votent favorablement ce rapprochement.
Cette intercommunalité est créée par arrêté en date du 21 novembre 2016 et effective au 1er janvier 2017.
Les communes de Crèvecœur-le-Grand, Francastel, Rotangy, Luchy, Maulers et Muidorge ont été intégrées contre leur gré à l'intercommunalité, car elles souhaitent rejoindre la communauté d'agglomération du Beauvaisis. Ces communes, ainsi qu'Auchy-la-Montagne, Lachaussée-du-Bois-d'Écu et Le Saulchoy ont engagé au printemps 2017 la procédure destinée à permettre leur rattachement au Beauvaisis, argüant notamment une fiscalité « identique » à celle de l'agglomération, et une augmentation du niveau de service rendu aux populations concernées pour une pression fiscale inchangée, et l'accès aux tarifs des communes membres à des équipements tels que l'Aquaspace, le conservatoire de musique, l'école des arts ou les dispositifs d'aide à l'amélioration de l'habitat. Elles critiquent également le niveau de fiscalité de la CCOP, supérieure à celle de l'ex-CCC en raison d'une masse salariale et d'une fiscalité selon elles plus importantes, tout en soulignant qu'elles ont plus de rapport avec Beauvais que Breteuil. 
Cette scission prend effet le 1er janvier 2018, les 9 communes concernées rejoignant alors la communauté d'agglomération du Beauvaisis

## Territoire communautaire

### Géographie
L'intercommunalité regroupait à sa création 61 communes des anciens cantons de Crèvecœur-le-Grand et de Froissy, plus la commune d'Oroër, dans le nord du département de l'Oise. Le 1er janvier 2018, neuf communes les plus proches de Beauvais ont quitté l'intercommunalité pour rejoindre la Communauté d'agglomération du Beauvaisis.
Cette scission a fait perdre environ 6 000 habitants à la communauté de communes.

### Composition
La communauté de communes est composée des 52 communes suivantes :

| Nom                      | Code Insee | Gentilé          | Superficie (km2) | Population (dernière pop. légale) | Densité (hab./km2) |
| ------------------------ | ---------- | ---------------- | ---------------- | --------------------------------- | ------------------ |
| Breteuil (siège)         | 60104      | Brituliens       | 17,27            | 4 189 (2022)                      | 243                |
| Abbeville-Saint-Lucien   | 60003      | Abbevillois      | 5,26             | 510 (2022)                        | 97                 |
| Ansauvillers             | 60017      | Ansauvillois     | 6,95             | 1 140 (2022)                      | 164                |
| Bacouël                  | 60039      | Bacouëlois       | 5,48             | 479 (2022)                        | 87                 |
| Beauvoir                 | 60058      |                  | 10,27            | 224 (2022)                        | 22                 |
| Blancfossé               | 60075      |                  | 5,16             | 143 (2022)                        | 28                 |
| Bonneuil-les-Eaux        | 60082      |                  | 18,29            | 780 (2022)                        | 43                 |
| Bonvillers               | 60085      | Bonvillois       | 5,86             | 193 (2022)                        | 33                 |
| Broyes                   | 60111      |                  | 4,8              | 143 (2022)                        | 30                 |
| Bucamps                  | 60113      | Bucampois        | 5,82             | 207 (2022)                        | 36                 |
| Campremy                 | 60123      | Camprenois       | 10,21            | 476 (2022)                        | 47                 |
| Catheux                  | 60131      | Cathensiens      | 11,78            | 101 (2022)                        | 8,6                |
| Chepoix                  | 60146      | Chepoisiens      | 8,86             | 457 (2022)                        | 52                 |
| Choqueuse-les-Bénards    | 60153      |                  | 4,16             | 99 (2022)                         | 24                 |
| Conteville               | 60161      |                  | 3,62             | 71 (2022)                         | 20                 |
| Cormeilles               | 60163      |                  | 7,21             | 393 (2022)                        | 55                 |
| Le Crocq                 | 60182      | Crocquois        | 3,1              | 178 (2022)                        | 57                 |
| Croissy-sur-Celle        | 60183      |                  | 11,1             | 234 (2022)                        | 21                 |
| Doméliers                | 60199      |                  | 6,13             | 254 (2022)                        | 41                 |
| Esquennoy                | 60221      | Esquenouillards  | 9,79             | 735 (2022)                        | 75                 |
| Fléchy                   | 60237      | Fléchissois      | 4,77             | 87 (2022)                         | 18                 |
| Fontaine-Bonneleau       | 60240      | Belifontainois   | 16,37            | 235 (2022)                        | 14                 |
| Froissy                  | 60265      | Froissiliens     | 6,56             | 966 (2022)                        | 147                |
| Le Gallet                | 60267      |                  | 3,47             | 158 (2022)                        | 46                 |
| Gouy-les-Groseillers     | 60283      | Gouyens          | 3,07             | 15 (2022)                         | 4,9                |
| Hardivillers             | 60299      | Hardivillois     | 9,63             | 551 (2022)                        | 57                 |
| La Hérelle               | 60311      |                  | 5,15             | 238 (2022)                        | 46                 |
| Maisoncelle-Tuilerie     | 60377      |                  | 7,72             | 287 (2022)                        | 37                 |
| Le Mesnil-Saint-Firmin   | 60399      |                  | 4,14             | 249 (2022)                        | 60                 |
| Montreuil-sur-Brêche     | 60425      | Montreuillois    | 10,53            | 495 (2022)                        | 47                 |
| Mory-Montcrux            | 60436      |                  | 4,66             | 80 (2022)                         | 17                 |
| La Neuville-Saint-Pierre | 60457      |                  | 4,11             | 162 (2022)                        | 39                 |
| Noirémont                | 60465      |                  | 6,37             | 187 (2022)                        | 29                 |
| Noyers-Saint-Martin      | 60470      | Nucériens        | 13,27            | 892 (2022)                        | 67                 |
| Oroër                    | 60480      | Oratoriens       | 9,06             | 541 (2022)                        | 60                 |
| Oursel-Maison            | 60485      |                  | 6,97             | 244 (2022)                        | 35                 |
| Paillart                 | 60486      |                  | 14,18            | 572 (2022)                        | 40                 |
| Plainville               | 60496      |                  | 4,25             | 163 (2022)                        | 38                 |
| Puits-la-Vallée          | 60518      |                  | 4,31             | 205 (2022)                        | 48                 |
| Le Quesnel-Aubry         | 60520      |                  | 4,75             | 220 (2022)                        | 46                 |
| Reuil-sur-Brêche         | 60535      | Reuillois        | 12,58            | 329 (2022)                        | 26                 |
| Rocquencourt             | 60544      | Rocquencourtois  | 9,81             | 188 (2022)                        | 19                 |
| Rouvroy-les-Merles       | 60555      |                  | 4,06             | 70 (2022)                         | 17                 |
| Saint-André-Farivillers  | 60565      |                  | 11,35            | 512 (2022)                        | 45                 |
| Sainte-Eusoye            | 60573      | Eusébiens        | 8,48             | 335 (2022)                        | 40                 |
| Sérévillers              | 60615      |                  | 3,26             | 133 (2022)                        | 41                 |
| Tartigny                 | 60627      |                  | 6,98             | 253 (2022)                        | 36                 |
| Thieux                   | 60634      | Théodosiens      | 9,18             | 439 (2022)                        | 48                 |
| Troussencourt            | 60648      | Troussencourtois | 5,33             | 316 (2022)                        | 59                 |
| Vendeuil-Caply           | 60664      |                  | 10,84            | 444 (2022)                        | 41                 |
| Viefvillers              | 60673      | Vélusiens        | 4,09             | 216 (2022)                        | 53                 |
| Villers-Vicomte          | 60692      |                  | 5,2              | 151 (2022)                        | 29                 |

### Démographie
| 1968   | 1975   | 1982   | 1990   | 1999   | 2006   | 2011   | 2016   |
| ------ | ------ | ------ | ------ | ------ | ------ | ------ | ------ |
| 15 780 | 15 792 | 16 094 | 17 326 | 18 804 | 20 201 | 21 062 | 21 293 |

## Organisation

### Siège
Depuis 2025, le siège de la communauté de communes est à Breteuil, dans un nouvel espace baptisé "Le Forum", 91 rue d'Amiens, à la place de l'ancien supermarché ED.

### Élus
À compter des élections municipales de 2020 dans l'Oise, pour tenir compte des évolutions démographiques des communes demeurées dans la CCOP, son conseil communautaire est constitué de 70 membres répartis de la manière suivante :

- 13 sièges pour Breteuil ;

- 2 sièges pour Bonneuil-les-eaux, Esquennoy, Noyers-Saint-Martin et Froissy ;

- 1 siège pour les autres communes.
Au terme des élections municipales de 2020, le conseil communautaire restructuré a réélu, le 15 juillet 2020 son nouveau président, Jean Cauwel, maire de Breteuil, ainsi que ses 10 vice-présidents, qui sont, : 
1. Pierre Dugrosprez, maire de Sainte-Eusoye, chargé des travaux, de la voirie et de l'entretien des bâtiments ;
2. Arlette Devaux, maire d'Oroër, chargée des ressources humaines, de la vie sociale et scolaire ;
3. Éric Tribout, maire de Catheux, chargé des actions culturelles et du développement touristique ;
4. Émilie Dubourget, maire de Le Quesnel Aubry, chargée du sport, de l'enfance et de la jeunesse ;
5. Jacques Taveau, maire de Chepoix, chargé du développement économique, de la mobilité et de l'aménagement du territoire ;
6. Vincent Loisel, maire de Bonvillers ; chargé de l'environnement, de l'énergie, du développement durable et de l'agriculture ;
7. M. Dominique Renard, maire-adjoint de Breteuil-, chargé des finances, de l'administration générale et de la santé ;
8. Mathieu Boureux, maire de Le Gallet, chargé de la communication et de la transition numérique ;
9. Guillaume Menard, maire de Vendeuil-Caply, chargé de l'urbanisme et de l'habitat ;
10. Jean Pupin, maire de Doméliers, chargé des déchets et de l'assainissement.

Le bureau de l'intercommunalité pour la mandature 2020-2026 est constitué du président, des dix vice-présidents et de neuf autres membres.

### Liste des présidents
| Période         | Période                       | Identité      | Étiquette | Qualité |
| --------------- | ----------------------------- | ------------- | --------- | --- |
| 14 janvier 2017 | juillet 2020                  | Jacques Cotel | DVD       | Assureur Maire (1995 → 2014) puis 1er adjoint (2014 → 2020) de Breteuil Président de l'ex-CC Vallées de la Brèche et de la Noye (2014 → 2016) |
| juillet 2020    | En cours (au 22 juillet 2020) | Jean Cauwel   | LR        | Exploitant agricole Maire de Breteuil (2014 → ) Conseiller régional des Hauts-de-France (2015 → )                                             |

### Compétences
L'intercommunalité exerce les compétences qui étaient celles des anciennes communautés de communes, dans les conditions déterminées par le code général des collectivités territoriales.
Il s'agit de : 
- Aménagement de l'espace ;
- Développement économique ;
- Aires d'accueil des gens du voyage ;
- Collecte et traitement des déchets ménagers et déchets assimilés ;
- GEMAPI ;
- Protection et mise en valeur de l'environnement ;
- Politique du logement et du cadre de vie ;
- Voirie ;
- Équipements culturels et sportifs, de l'enseignement préélémentaire  et élémentaire d'intérêt communautaire ;
- Actions sociales d'intérêt communautaire ;
- Maison d'accueil au public ;
- Assainissement non collectif - SPANC
- Très Haut Débit
- Transport
- Collège
- Maison de santé pluridisciplinaire
- Archéologie préventive[15]
- Contingent incendie
- Groupements de commandes
- Espace public numérisé

### Régime fiscal et budget
La communauté de communes est un établissement public de coopération intercommunale à fiscalité propre.
Afin de financer l'exercice de ses compétences, la communauté de communes percevait une fiscalité additionnelle aux impôts locaux des communes, avec fiscalité professionnelle de zone (FPZ) et sans fiscalité professionnelle sur les éoliennes (FPE).
Toutefois, le conseil communautaire du 3 décembre 2018 a décidé à la majorité d'opter pour le régime de la fiscalité professionnelle unique à partir de 2019,.
Selon les communes, elle perçoit également une taxe d'enlèvement des ordures ménagères (TEOM) ou une redevance d'enlèvement des ordures ménagères (REOM), qui financent ce service public.
Elle ne verse pas de dotation de solidarité communautaire (DSC) à ses communes membres.

### Distinctions et labels
La CCOP a été désigné en 2018  « démonstrateur Rev3 » par la région Hauts-de-France pour ses réalisations en matière environnementale et de transition énergétique.

## Projets et réalisations
Conformément aux dispositions légales, une communauté de communes a pour objet d'associer des « communes au sein d'un espace de solidarité, en vue de l'élaboration d'un projet commun de développement et d'aménagement de l'espace ».
Santé
Dans les locaux de l'ancienne Abbaye Notre-Dame de Breteuil, la CCOP a implanté en 2019 sa maison de santé pluridisciplinaire permettant d'accueillir une vingtaine de professionnels de santé.
Environnement
La CCOP a assuré la restauration écologique de la zone humide de Breteuil.
Culture et tourisme
La CCOP souhaite développer l'attractivité touristique de son territoire et être labellisé  «  premier territoire rural d’art et d’histoire » des Hauts-de-France, en valorisant son patrimoine remarquable, public comme privé.